# 哈丁山
哈丁山（英語：Mount Harding）是南極洲的山峰，位於伊麗莎白公主地，屬於格羅夫山脈的一部分，處於蓋爾陡崖以西約8公里，該山峰根據空中照片被澳大利亞的探險隊被繪入地圖。
72°53′S 75°2′E / 72.883°S 75.033°E